# Wegberg
Wegberg es un municipio situado en el distrito de Heinsberg, en el estado federado de Renania del Norte-Westfalia (Alemania), con una población a finales de 2016 de unos 28 165 habitantes.
Se encuentra ubicado al suroeste del estado, en la región de Colonia, cerca de la orilla del río Rur —un afluente derecho del río Mosa— y de la frontera con Países Bajos.